# Премія Фрідеберта Туґласа за роман
Премія імені Фрідеберта Тугласа — естонська літературна премія, заснована Фрідебертом Туґласом у 1969 році та вручається 2 березня кожного року за дві найкращі естонські новели минулого року.

## Історія походження
У лютому 1969 року Фрідеберт Туглас сказав Паулю Руммо, що хоче пожертвувати 10 000 рублів зі свого приватного статку на премію за романи. Оскільки він вважав цю справу важливою, він відмітив: "Ви знаєте, що Спілка фінських письменників разом з Ундером висунули мене на Нобелівську премію. Звісно, цього не станеться, але якщо це диво станеться, то ці гроші теж увійдуть в основну суму премії. Спочатку прохання застрягло в шестернях радянської бюрократії, яка, очевидно, не знала, як поводитися з таким прецедентом. Після року радіомовчання хворий і озлоблений Туглас розчаровано відкликав свою пропозицію. Потім його відвідали різні високопосадовці, які змінили думку автора, і 2 березня 1971 року, на 85-й день народження Тугласа, премія була вручена вперше. Журі зібралося вдома у Тугласа на його прохання. Після вибору перших двох лауреатів премії, Яана Кросса та Пауля Куусберґа, Туглас сказав, що він теж проголосував би за роман Яана Кросса, але не знав про повість Пола Куусберґа.
Початковий розмір премії становив 600 (1-ше місце) і 400 (2-ге місце) руб. Однак сьогодні щороку присуджуються дві рівноцінні премії, і автори завжди вказуються в алфавітному порядку. Журі щорічно призначається Спілкою письменників Естонії та Академією наук Естонії.

## Переможці
1971
- Яан Кросс: Чотири монологи про Пюха Юрі. Таллінн, 1970
- Пауль Куусберґ: Іржава лійка. Looming 7/1970

1972
- Фрідеберт Туґлас (посмертно): Привіт країно. Looming 2/1971
- Яан Кросс: Урок на поворотному стільці. Looming 1/1971

1973
- Арво Валтон: Небезпечний винахід, в: Õukondlik mäng. Таллінн, 1972 рік
- Рейн Салурі: Малу. Looming4/1972

1974
- Хейно Велі: Кров на землі. Looming 3/1973
- Марі Саат: Катастрофа. Таллінн, 1973

1975
- Уно Лахт: Ми, найкращі хлопці, по всьому світу, в: Bordelli likvideerimine. Таллінн, 1974
- Матс Траат: Кавові зерна. Таллінн, 1974

1976
- Маті Унт: Прямий спосіб. Таллінн, 1975 рік
- Керсті Мерілаас: З учорашньої родини. Looming 8/1975

1977
- Юган Піґель: Військові стрибки. Looming 1/1976
- Бетті Альвер: Давай. Looming 11/1976

1978
- Пауль Куусберґ: Незнайомець чи правильний чоловік? Looming 9/1977.
- Тіт Каллас: Назад до великих скель, в: Insener Paberiti juhtum. Таллінн, 1977

1979
- Арво Валтон: Любов до Мустаме, в: Mustamäe armastus. Таллінн, 1978 рік
- Тоомас Вінт: Артур Вальдесе Лугу. Looming 11/1978

1980
- Яан Круусваль: Запах. Looming 10/1979
- Яак Йоерюут: Містер Дікшіт. Looming 4/1979

1981
- Рейн Салурі: Догляд за ниткою. Looming 11/1980
- Мігкель Мутт: Студент Фабіан, у: Fabiani õpilane. Таллінн, 1980

1982
- Ааду Хінт: Тііна(d). Looming 2/1981
- Вайно Вагінґ: Листи Макіавеллі до дочки II. Looming 12/1981

1983
- Айно Первік: Анна, в: Impuls. Таллінн, 1982
- Аста Пилдмяе: Теплова хвиля. Looming 5/1982

1984
- Ерні Крустен: Ріо-Гранде. Looming 10/1983
- Тоомас Вінт: Така раптова і незручна смерть, у: Tantsud Mozarti saatel. Таллінн, 1983

1985
- Ейнар Маасік: Що я розмовляв з інвалідом?, у: Tere, Maria. Таллінн, 1984
- Іло Маттеус: Омани мого батька, у: Sõna 7. Таллінн, 1984

1986
- Марі Саат: Ельза Герман, у: Õun valguses ja varjus. Таллінн, 1985
- Андрес Ванапа: Склад відкритий для мертвих. Looming 8/1985

1987
- Легте Гайнсалу: Батько цієї зими. Vikerkaar 3/1986
- Ян Ундуск: Сіна, Туглас. Looming 2/1986

1988
- Рейн Салурі: 5.3.53. Looming 5/1987
- Лео Анвельт (посмертно): Холодне утримання, в: Uidang mitme tundmatuga. Таллінн 1987

1989
- Раймонд Кауґвер: Рятівник. Edasi 27 люте 1988
- Тоомас Раудам: Неакуратні крила, в: Igavene linn. Таллінн 1988

1990
- Яан Кросс: Ону. Looming 12/1989
- Рейн Таагепера: Лівонія, Лівіленд. Looming 3/1989

1991
- Яак Йоерюут: Пан Варма і світло повного місяця, у: Teateid põrgust. Таллінн 1990
- Мадіс Київ: Фільм. Vikerkaar 7/1990

1992
- Ілмар Джакс: Номер 808. Looming 11/1991
- Яан Круусваль: У подорожі. Vikerkaar 11/1991

1993
- Мадіс Київ: Життя вічного фіз. Looming 8/1992
- Ільмар Тальве: Приватний учитель Абрахам Гінца. Looming 7/1992

1994
- Іло Маттеус: Гра «Будда» з Борхесом о другій годині дня. Looming 7/1993
- Єва Парк: Юхуслік. Looming 12/1993

1995
- Яан Кросс: Ковбаса, у: Järelehüüd. Таллінн 1994
- Аста Пилдмяе: Проти ночі. Looming 9/1994

1996
- Петер Саутер: Кохувалу. Vikerkaar 8/1995
- Матс Траат: Хрест влади. Looming 10/1995

1997
- Юрій Ельвест: Карась, в: Krutsiaania. Таллінн, 1996 рік
- Еміль Тоде (Тину Иннепалу): Холодні кістки. Vikerkaar 12/1996

1998
- Петер Саутер: Туймус. Vikerkaar 9/1997
- Андрус Ківірягк: Художник Яагуп. Looming 2/1997

1999
- Март Ківастік: Ранок. Looming 1/1998
- Ервін Хунапуу: Вяйке Ліллі Ноароотсист. Looming 10/1998

2000
- Мехіс Хайнсаар: Людина-метелик. Looming 8/1999
- Андрес Ванапа: Історія мультфільму. Looming 10/1999

2001
- Тармо Тедер: Зустріч. Looming 11/2000
- Маті Унт: Новий. Looming 2/2000

2002
- Мехіс Хайнсаар: Гарний Армін. Looming 10/2001
- Матс Траат: Судове дзеркало. Looming 7/2001

2003
- Ургар Хельвеш (Юрій Ельвест): Хобуне дубове. Looming 1/2002
- Яан Ундуск: Любов до книги, в: Puudutus. Тарту 2002

2004
- Ільмар Якс: Бідний Адольф, у: Pimedus. Тарту 2003
- Лаурі Пілтер: Інша людина. Vikerkaar 12/2003

2005
- Мадіс Київ: Нуума Алла. Looming 12/2004
- Тармо Тедер: Картини останнього ідеаліста. Looming 6/2004

2006
- Армін Кьомяґі: Анонімні логісти. Looming 4/2005
- Юло Туулік: Зі спеціальним класом у Кілі. Sirp 7 жовтня 2005

2007
- Юрґен Русте: Порнофільм і пляшка горілки. Vikerkaar 6/2006
- Матс Траат: Шершнева любов. Looming 11/2006

2008
- Мігкель Мутт: Внутрішній емігрант, у: Siseemigrant. Таллінн 2007
- Андрій Хвостов: Сині гори. Looming 6/2007

2009
- Індрек Гарґла: Мої дні з Лійною. Looming 8/2008
- Юрій Туулік: Упорядкований, in: Räim, pisike kena kala: valitud lugusid ja toiduretsepte. Таллінн 2008

2010
- Мехіс Гайнсаар: В спокої. Looming 5/2009
- Свен Вабар: Церква Чорного Плата, у: Tartu rahutused. Тарту 2009

2011
- Мааря Кангро: 48 годин. Looming 2/2010
- Урмас Ваді: Як ми всі так шикуємось. Vikerkaar 12/2010

2012
- Кетлін Калдмаа: Коли прийшли хлопці. Looming 12/2011
- Тоомас Вінт: Зграя оманливих птахів, у: Kunstniku elu. Таллінн 2011

2013
- Кай Арелейд: Танго. Looming 4/2012
- Рейн Рауд: І прийде час. Looming 12/2012

2014
- Мааря Кангро: Atropose Opel Meriva. Vikerkaar 4-5/2013
- Мадіс Київ: Коса, в: Uudisjutte tegelikust ning võimalikest maailmadest; nägemused так uned. Таллінн 2013

2015
- Март Ківастік: Щастя приходить під час сну. Vikerkaar 12/2014
- Майт Вайк: Чистота, у: Tööpäeva lõpp. Таллінн 2014

2016
- Майму Берг: Пробудження. Looming 8/2015
- Юрі Колк: Родимка. Looming 10/2015

2017
- Мулдум (Маде Луйґа): Без початку, без кінця, в: Linnu silmad. Таллінн 2016
- Урмас Ваді: Нагорода. Vikerkaar 4-5/2016

2018
- Армін Кьомяґі: Ґоґломов, in: Minu erootika saladus. 2017 рік
- Ліллі Луук: В додаток. Looming 2/2017

2019
- Тійт Алексєєв: Перекладач. Looming 7/2018
- Ян Каус: Щасливий кінець, у: Enne kui unisusest tuleb reegel. 2018 рік

2020
- П. Філімонов: Момент істини Себастьяна Рюютля. Vikerkaar 1-2/2019
- Лівія Війтол: Прихід вчителя. Looming 11/2019

2021
- Ліллі Луук: Міс Колхусі. Looming 3/2020
- Тауно Вахтер: Небо над Тарту. Looming 1/2020

2022
- Тоомас Хауґ: Чорноногий. Правдива історія. Академія 1/2021
- Пітер Рауд: Лава (опубліковано на Edasi.org)